# 4195 Esambaev
4195 Esambaev este un asteroid din centura principală, descoperit pe 19 septembrie 1982 de Liudmila Cernîh.